# Organització d'Avantguarda per l'alliberament de Saguia el Hamra i Río de Oro
L'Organització de Vanguàrdia per l'alliberament de Saguia el Hamra i Río de Oro fou una organització nacionalista sahariana fundada el 12 de desembre de 1969 per Mohamed Sid Brahim Basir, àlies Basiri, i de la que fou secretari general el mateix Basir.
Substituí a la clandestinitat a altres organitzacions precedesores con Al-Muslim i el Front d'Alliberament del Sàhara.
Basiri fou detingut el 17 de juny de 1970, al barri de Zemla, al Aaiun, i va desaparèixer mentre era a la presó el 17 de juliol següent. L'organització va ser al seu torn l'embrió del Front Polisario.